# Corazones (álbum)
Corazones es el cuarto álbum de la banda chilena Los Prisioneros, lanzado en 1990. Producido por el argentino Gustavo Santaolalla, en conjunto con Aníbal Kerpel para EMI Odeón Chilena, fue grabado, mezclado y masterizado en Los Ángeles, California. En el extranjero, la distribución del álbum estuvo a cargo de Capitol Records. En 2011 fue remasterizado junto con La cultura de la basura, Pateando piedras y La voz de los '80.
Es esencialmente el primer álbum solista del cantautor Jorge González, quien usó el nombre del grupo a pesar de que Claudio Narea y Miguel Tapia no se involucraron en la grabación del mismo.
El álbum es constantemente reseñado como uno de los trabajos más importantes que se han hecho dentro del género del Synth pop en español, sobre todo en lo que concierne a Sudamérica en la década de los 90. A su vez, en abril de 2008 ocupó el noveno puesto en la lista de los 50 mejores discos chilenos de todos los tiempos, según la edición chilena de la revista Rolling Stone. Siendo así, comparte un lugar destacado en la historia musical de Chile junto a otros dos discos de la banda: La voz de los '80 (posicionada en el tercer lugar), y Pateando piedras (en el décimo quinto).
Asimismo en septiembre de 2023, la edición estadounidense de la revista Rolling Stone ubicó a Corazones como el 23° mejor disco de rock latinoamericano de la historia, siendo el álbum chileno mejor posicionado en la lista, además de superar a otras importantes placas del género como Un día normal de Juanes, ¿Dónde jugarán las niñas? de Molotov, Selvagem? de Os Paralamas do Sucesso y El salmón de Andrés Calamaro. 
Además de la enorme vigencia que ha tenido el disco a más de tres décadas de su lanzamiento, la revista remarca que "contiene lo que probablemente sea el ejemplo más hermoso de synth-pop latino: Tren al sur suena como una joya de Depeche Mode, pero con la adición de una línea tradicional de charango y letras mordaces y socialmente conscientes".

## Historia
Entre julio y agosto de 1989, Los Prisioneros grabaron en Estudios Konstantinopla (propiedad de Carlos Cabezas, de la banda Electrodomésticos) los demos del que debía ser su cuarto álbum de estudio. Sin embargo, esta maqueta (que posteriormente circularía entre los fanes bajo el rótulo de Beaucheff 1435) sería desechada por Jorge González, quien viajaría en octubre de ese mismo año a Los Ángeles, acompañado únicamente por el mánager de la banda (Carlos Fonseca), para grabar el nuevo disco con un puñado de canciones compuestas exclusivamente por él, gracias al «apoyo monetario» de EMI (15 dólares por día, según González en una autoentrevista posterior) que buscaba comercializar el grupo al extranjero.

Con esta obra, la banda dejó prácticamente de lado la crítica social para comenzar una nueva etapa mucho más sentimental y de corte electrónico. Las letras románticas, íntimas y melancólicas que predominan en el álbum estuvieron influenciadas por la relación que hasta entonces mantenía Jorge González con Claudia Carvajal, la esposa del guitarrista de la banda, Claudio Narea.

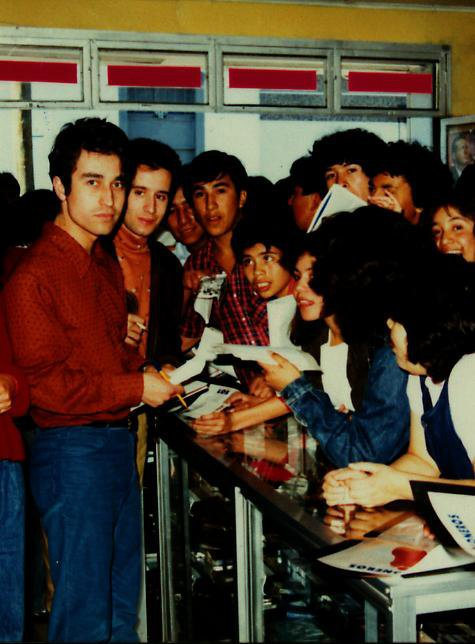
Jorge González y Miguel Tapia en Calama en 1990.

Si bien Narea estaba al tanto de la relación desde febrero de 1989, se mantuvo en la banda por motivos financieros. No obstante, durante un ensayo realizado en enero de 1990, Narea se habría visto forzado por González a escuchar repetidas veces las canciones del nuevo álbum, dedicadas obviamente a su mujer, lo cual motivó su salida de la banda dos meses antes de la publicación de Corazones. Por esto mismo, este fue el primer disco de Los Prisioneros sin Narea, que había aportado en las grabaciones iniciales de Beaucheff 1435 y continuaba siendo integrante de la banda mientras González grababa el álbum, pero no figura como intérprete en la obra terminada. Fue reemplazado para las presentaciones en vivo por la tecladista Cecilia Aguayo y el bajista Robert Rodríguez, pasando González a ser el guitarrista en esta etapa.
Una vez concluido el proceso de promoción de Corazones se realizó una gira del álbum que duró hasta a principios de 1992, tras esto la banda se disolvió, para regresar a los escenarios nueve años después con su alineación original.
El baterista Miguel Tapia había compuesto para el álbum una canción conocida como «La noche» o «Historias ocultas», pero al no poder viajar a los estudios de grabación en Estados Unidos con González, por tener problemas de visa, ésta fue descartada. Tras la disolución de Los Prisioneros en 1992, Tapia recicló la canción con una nueva letra y título («Historia ociosa») para incluirla en el disco debut de su nueva banda, Jardín Secreto, formada junto a Cecilia Aguayo.

## Portada
La portada de Corazones, diseñada por Vicente «Vicho» Vargas (autor también de la icónica portada de La voz de los '80 y protagonista del videoclip de «Un nuevo baile» de Emociones Clandestinas), muestra a un hombre vistiendo una camisa blanca ensangrentada supuestamente en el corazón, aunque de hecho la mancha de «sangre» se encuentra en el lado opuesto (curiosamente, la edición chilena del disco editada en 1995 corrigió este error invirtiendo la imagen). «Recién sabíamos que Claudio se había ido. Era bien extraño hacer fotos sin él», recordó el mánager Carlos Fonseca. La camisa fue una comprada especialmente para la ocasión por Fonseca en la tienda Almacenes París de avenida Lyon con Nueva Providencia. La mancha, pintura. El modelo, el propio Jorge González. El autor de la fotografía fue Alejandro Barruel.

## Influencias
El 9 de marzo de 2014 Jorge González interpretó íntegramente el disco en un concierto ofrecido en el Teatro Municipal de Santiago, acompañado por Cecilia Aguayo y Uwe Schmidt. Durante la canción «Noche en la ciudad (Fiesta!)», González agradeció a algunos de los artistas que le sirvieron de inspiración mientras componía Corazones: Salvatore Adamo, Leonardo Favio, Jeanette, Sandro, George Michael, Joe Dassin, The Human League, Camilo Sesto, Julio Iglesias y Pet Shop Boys, así como a los pioneros de la música house (Mixmaster Morris, Inner City, A Guy Called Gerald, The KLF y Phuture). También ha citado a Los Ángeles Negros, Los Galos, Nino Bravo, Technotronic, Soul II Soul, N.W.A., Run DMC, En Vogue, Sabrina, Stock Aitken Waterman y el disco debut de Rick Astley, Whenever You Need Somebody.
Como curiosidad, González confesó en una entrevista concedida a la revista Rock&Pop Edición Internacional en 1990 que «Tren al sur» y «Es demasiado triste» fueron escritas «en un leve estado de embriaguez».

## Lista de canciones
Todas las canciones escritas y compuestas por Jorge González.

| Lado A |                                  |          |  |
| N.º    | Título                           | Duración |  |
| 1.     | «Tren al sur»                    | 5:36     |  |
| 2.     | «Amiga mía»                      | 4:03     |  |
| 3.     | «Con suavidad»                   | 5:02     |  |
| 4.     | «Corazones rojos»                | 3:30     |  |
| 5.     | «Cuéntame una historia original» | 3:52     |  |
| 22:03  |                                  |          |  |

| Lado B |                                |          |  |
| N.º    | Título                         | Duración |  |
| 6.     | «Estrechez de corazón»         | 6:20     |  |
| 7.     | «Por amarte»                   | 6:02     |  |
| 8.     | «Noche en la ciudad (Fiesta!)» | 6:09     |  |
| 9.     | «Es demasiado triste»          | 4:50     |  |
| 23:21  |                                |          |  |

## Posicionamiento
| Publicación   | País           | Lista                                                                                    | Año  | Puesto |
| ------------- | -------------- | ---------------------------------------------------------------------------------------- | ---- | ------ |
| Al Borde      | Estados Unidos | Los 250 álbumes más importantes del rock iberoamericano                                  | 2006 | 54     |
| Rolling Stone | Chile          | Los 50 mejores discos chilenos                                                           | 2008 | 9      |
| Rolling Stone | Estados Unidos | Los 50 mejores álbumes de rock de Latinoamérica (The 50 Best Latin-American Rock Albums) | 2023 | 23     |